# Fàbrica el Pla
La Fàbrica el Pla és una obra de Ripoll protegida com a Bé Cultural d'Interès Local.

## Descripció
De la totalitat de les construccions del complex industrial es conserven les següents. La filera de nou coberts que hi ha davant de l'edifici d'oficines i de la nau originària. Cada cobert, amb teulada a dues aigües, té dos portals als baixos i per sobre una finestra. Algunes de les obertures dels baixos estan tapiades o reformades.

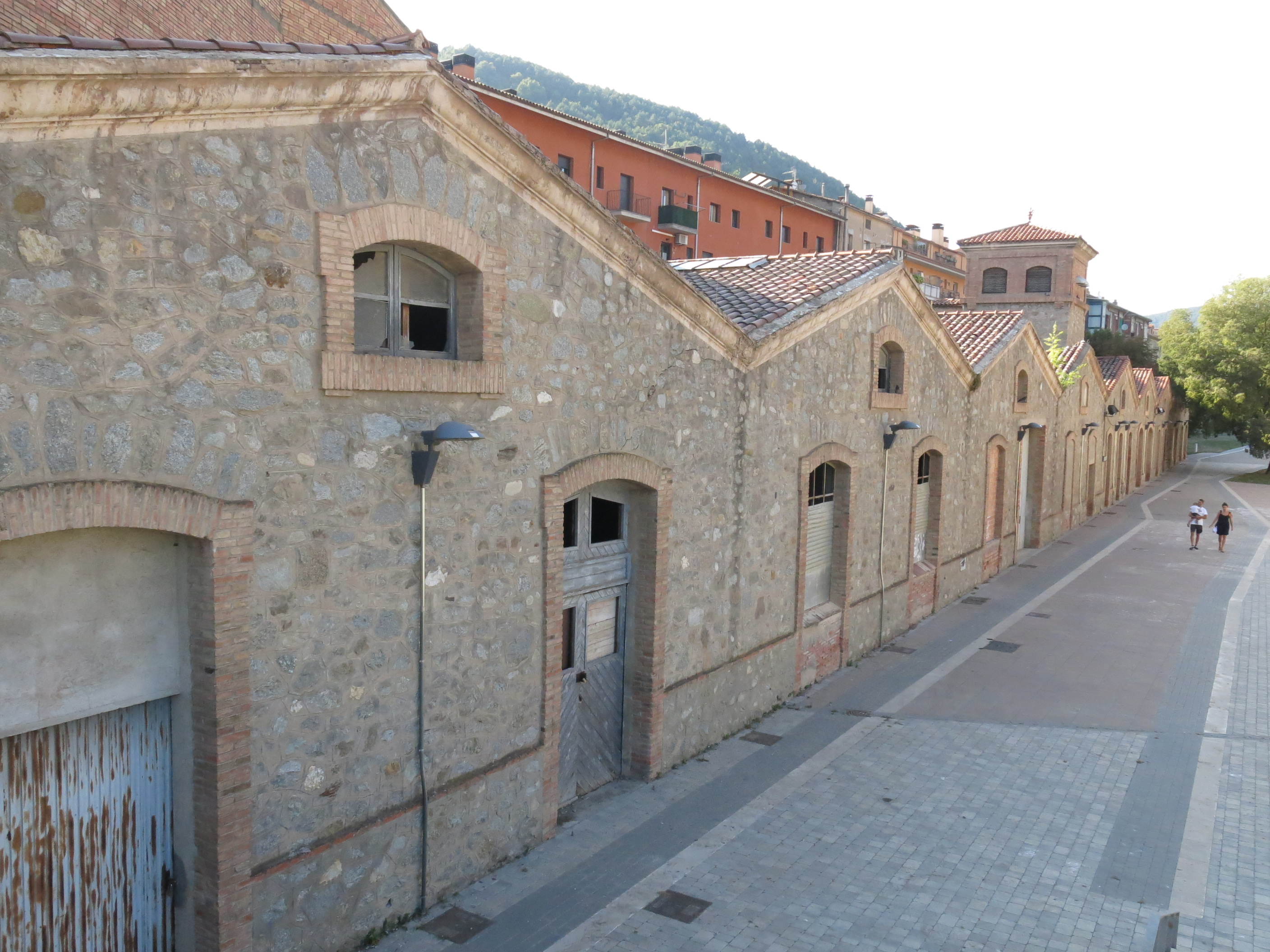
Coberts de davant la fàbrica

La façana de la nau industrial originària, davant dels coberts, està feta de còdols treballats. Les obertures, fetes de maó, són arcs de mig punt rebaixats.
La torre, situada a tocar la primitiva nau, presenta dos novells de teulades. Les obertures predominants són circulars o de punt rodó.
L'edifici d'oficines o habitatges està format per baixos, tres pisos i altell. La teulada és a dues aigües. Als baixos hi ha obertures amb arcs de punt rodó.